# Эвтаназия в Канаде
Эвтаназия в Канаде в ее законной добровольной форме называется медицинской помощью при смерти (MAID), и впервые она стала законной наряду с ассистированным суицидом в июне 2016 года для прекращения страданий неизлечимо больных взрослых. В марте 2021 года закон был дополнен Биллем C-7, который разрешает помощь при смерти в дополнительных ситуациях, в том числе для некоторых пациентов, чья естественная смерть не является разумно предсказуемой, при условии соблюдения дополнительных мер. В 2021 году в Канаде было зарегистрировано более 10 000 случаев смерти в результате эвтаназии.
Билль C-14, принятый парламентом Канады в июне 2016 года, внес поправки в Уголовный кодекс Канады с целью легализации эвтаназии под руководством врача (PAE) и суицида с врачебной помощью (PAS), а также регулирования доступа к обеим процедурам в Канаде. Этот билль запрещал медицинское содействие смерти на основании психического заболевания, длительной инвалидности или любого излечимого состояния и не делал эвтаназию доступной для несовершеннолетних. Билль C-7 внес изменения в закон, разрешив эвтаназию на основании психического заболевания.
Для предотвращения суицидального туризма эвтаназия доступна только жителям страны, имеющим право на канадскую медицинскую страховку. В Канаде допускается выдача предварительных директив на эвтаназию, если смерть пациента можно разумно предвидеть, если он, скорее всего, потеряет способность давать согласие в ближайшем будущем (например, в случаях деменции или болезни Альцгеймера, когда пациент может захотеть умереть после достижения им прогрессирующего состояния умственного упадка).
Законодательство Канады об эвтаназии включает правовые гарантии, направленные на предотвращение злоупотреблений и обеспечение информированного согласия. Ни законный свидетель, ни участвующие в процессе врачи не могут иметь никакой юридической или финансовой заинтересованности в исходе пациента. Согласие должно быть неоднократно выражено, а не подразумеваться, в том числе в момент непосредственно перед смертью. Согласие может быть отозвано в любое время и любым способом. Отказ от согласия не имеет последствий, и нет ограничений на то, как часто его можно запрашивать.
Для получения эвтаназии пациенты, испытывающие невыносимые страдания, должны подписать письменный запрос, выражающий их желание покончить с жизнью, в присутствии одного независимого свидетеля, который может подтвердить, что это было сделано добровольно, без принуждения. Затем два врача и/или практикующие медсестры должны независимо друг от друга подтвердить свое согласие в письменной форме, что у пациента неизлечимое тяжелое и непоправимое заболевание, находящееся в прогрессирующем состоянии необратимого ухудшения, и что пациент способен и желает получить эвтаназию. Если смерть пациента не является разумно предсказуемой, запрос должен подписать медицинский эксперт по основному заболеванию, его оценка должна занять не менее 90 дней, а пациент должен быть проинформирован обо всех других формах лечения, включая паллиативную помощь, и отказаться от них.
Ранее эвтаназия была запрещена Уголовным кодексом как форма умышленного убийства. Этот запрет был отменен в феврале 2015 года решением Верховного суда Канады по делу Картер против Канады (Генеральный прокурор), который постановил, что взрослые люди с тяжелыми и непоправимыми медицинскими заболеваниями имеют право на эвтаназию. Суд отложил приостановление недействительности на 12 месяцев, чтобы дать парламенту возможность внести изменения в свои законы, если в этом есть необходимость. В январе 2016 года Суд предоставил дополнительное четырехмесячное продление приостановки, чтобы дать еще время. В качестве временной меры он постановил, что провинциальные суды теперь могут начать удовлетворять заявления на эвтаназию в соответствии с критериями, изложенными в решении Картера. 6 июня 2016 года срок приостановления недействительности истек, и закон был отменен. 17 июня 2016 года в парламенте Канады был принят законопроект о легализации и регулировании эвтаназии.
Требование предыдущего закона о том, что естественная смерть должна быть разумно предсказуемой и что медицинское состояние должно быть тяжелым и непоправимым, вызвало споры в связи с тем, что оно ограничило первоначальное постановление Верховного суда Канады, предписывающее, чтобы эвтаназия была доступна всем взрослым с тяжелыми и непоправимыми медицинскими состояниями. Ассоциация гражданских свобод Британской Колумбии (BCCLA) оспаривала конституционность предыдущего закона, поскольку он исключал людей с длительной инвалидностью и людей с «излечимыми» заболеваниями, единственные варианты лечения которых люди могут счесть неприемлемыми. BCCLA утверждала, что эти медицинские состояния должны подпадать под определение суда как тяжкие и непоправимые. Верховный суд Британской Колумбии и Верховный суд Квебека в деле Трюшон постановили в 2019 году, что закон не может ограничивать эвтаназию только теми людьми, чья смерть является разумно предсказуемой.
Действующий закон запрещает рассматривать психические заболевания как тяжелое и непоправимое состояние, однако срок действия этого запрета истекает 17 марта 2023 года. После этой даты лица с психическими заболеваниями будут иметь право на медицинскую помощь при смерти, при условии внесения дальнейших поправок в закон или принятия новых нормативных актов.
Правозащитники критикуют канадские законы об эвтаназии за отсутствие гарантий, обесценивание жизни инвалидов, побуждение медицинских работников и врачей предлагать эвтаназию людям, которые в противном случае не стали бы ее рассматривать, и убийство людей, не получающих достаточной государственной поддержки для продолжения жизни.

## Протокол внутривенного введения
Пациент должен дать письменное согласие на получение эвтаназии в момент проведения процедуры. Пациенту также предоставляется возможность устно отозвать свою просьбу об эвтаназии непосредственно перед проведением процедуры.

### Препараты для внутривенного введения
Для эвтаназии в Канаде используется летальная доза пропофола, чтобы быстро вызвать глубокую кому и смерть, но рокуроний вводится всегда — даже если пациент умирает в результате введения пропофола. Порядок введения препаратов внутривенно следующий, с промыванием физраствором между препаратами:
Шаг 1: Мидазолам 10-20 мг 2-4 мл препарата 5 мг/мл (предварительная анестезия, вызывает сон через 1-2 минуты).
Шаг 2: Лидокаин 40 мг 4 мл 1 % препарата; пауза для достижения эффекта. (уменьшает возможное жжение в периферической вене под действием пропофола).
Шаг 3: Пропофол 1000 мг 100 мл 10 мг/мл препарата (потеря сознания в течение 10 секунд, вызывает кому через 1-2 минуты; смерть может наступить от пропофола, но рокуроний вводится всегда).
Шаг 4: Рокуроний 200 мг 20 мл препарата 10 мг/мл (остановка сердца после введения рокурония обычно происходит в течение 5 минут после остановки дыхания).

### Совершенствование протокола
Канадская ассоциация специалистов по оценке и обеспечению MAiD рекомендует использовать при эвтаназии 3 основных препарата: мидазолам, пропофол и рокуроний или цизатракурий. Лидокаин и бупивакаин перечислены как дополнительные препараты, которые могут использоваться в дополнение к основным. Промывание физраствором между препаратами неоправданно усложняет протокол. Промывание физраствором может быть рассмотрено после введения всех препаратов, если используются внутривенные трубки значительной длины и объема.

## Законодательство Канады об эвтаназии
Билль C-14, принятый 17 июня 2016 года в парламенте Канады, был первоначальным законодательством, которое легализовало и регулировало эвтаназию. В марте 2021 года в это законодательство были внесены поправки Биллем C-7; он ослабил некоторые гарантии для тех, чья смерть не была разумно предсказуемой, и вновь разрешил доступ к эвтаназии тем, чья смерть не была разумно предсказуемой.
В данном разделе описываются детали этого закона. Доступ к эвтаназии регулируется строгими правилами. Если они не соблюдаются, любой, кто оказывает помощь другому человеку в самоубийстве, считается виновным в преступлении.

### Доступность по закону
Согласно канадскому законодательству, получить медицинскую помощь при смерти можно только при соответствии всем следующим критериям:
(a) наличие права или в течение любого применимого минимального периода проживания или периода ожидания, возможность иметь право на медицинские услуги, финансируемые правительством Канады;
(b) возраст не менее 18 лет и способность принимать решения в отношении своего здоровья;
(c) наличие тяжелого и непоправимого состояния здоровья;
(d) подать добровольный запрос на медицинскую помощь при смерти, который, в частности, не был сделан в результате внешнего давления; и
(e) дать информированное согласие на получение медицинской помощи при смерти.

### «Тяжелое и непоправимое» состояние здоровья
В настоящее время закон гласит, что для того, чтобы пациент имел тяжелое и непоправимое состояние здоровья, дающее право на помощь при смерти, он должен соответствовать всем следующим критериям:
(a) серьезное заболевание, болезнь или инвалидность (за исключением психических заболеваний до 17 марта 2023 года);
(b) прогрессирующее состояние упадка, которое невозможно обратить вспять; и
(c) невыносимые физические или психические страдания от болезни, заболевания, инвалидности или состояния упадка, которые не могут быть облегчены в условиях, которые пациент считает приемлемыми.
При разработке закона в 2016 году последний пункт, требующий, чтобы смерть была разумно предвидимой, вызвал споры из-за того, что он сужал сферу применения первоначального постановления Верховного суда Канады, поскольку исключал большинство психических заболеваний или длительную инвалидность, значительно ограничивая круг лиц, которые могут иметь доступ к процедуре.

### Правовые гарантии
Первоначальный закон Канады о медицинской помощи при смерти содержал так называемые «надежные гарантии для предотвращения ошибок и злоупотреблений при оказании медицинской помощи при смерти». Разработчики закона утверждают, что они защищают уязвимых людей от того, чтобы в минуты слабости их склоняли к прекращению жизни. Обновление закона в Билле C-7 ослабляет некоторые гарантии для тех, чья смерть является разумно предсказуемой, но сохраняет или усиливает гарантии для тех, чья смерть не является разумно предсказуемой.

#### Один независимый свидетель
Любое лицо, достигшее 18 лет и понимающее характер запроса, может выступать в качестве независимого свидетеля, если только оно не:
(a) знает или считает, что являются бенефициаром по воле лица, подающего запрос, или получателем каким-либо другим образом финансовой или иной материальной выгоды в результате смерти этого лица;
(b) является владельцем или оператором любого медицинского учреждения, в котором проходит лечение лицо, подающее запрос, или любого учреждения, в котором проживает это лицо;
(c) непосредственно участвует в предоставлении медицинских услуг лицу, подающему запрос; или
(d) непосредственно обеспечивает личный уход за лицом, подающим запрос.
Первоначальное законодательство требовало присутствия двух независимых свидетелей.

#### Два независимых медицинских заключения
Оба врача и/или практикующие медсестры должны независимо друг от друга подтвердить в письменном заключении как свое согласие с тем, что у человека «тяжелое и непоправимое состояние здоровья», так и свое согласие с тем, что пациент способен и желает получить медицинскую помощь при смерти. Врачи или практикующие медсестры, принимающие такое решение, должны быть независимыми (то есть один не может работать под руководством другого) и не иметь юридической или финансовой заинтересованности в исходе дела пациента. Практикующий врач или практикующая медсестра, помогающие в оказании медицинской помощи при смерти, могут считаться независимыми, если они:
(a) не являются наставниками другого практикующего врача и не отвечают за надзор за его работой;
(b) не знают или не считают, что являются бенефициаром по воле лица, подающего запрос, или получателем каким-либо другим образом финансовой или иной материальной выгоды в результате смерти этого лица, кроме стандартной оплаты за свои услуги, связанные с запросом; или
(c) не знают или не считают, что они связаны с другим практикующим специалистом или с лицом, подающим запрос, каким-либо другим образом, который может повлиять на их объективность.

#### Подписанный запрос в письменной форме
Любое лицо, желающее получить эвтаназию, должно подать письменное и подписанное заявление, сделанное в присутствии одного независимого свидетеля. Этот независимый свидетель не должен получать выгоду от смерти пациента, быть владельцем или оператором медицинского учреждения, в котором пациент получает уход, или быть неоплачиваемым работником по уходу. Если человек не может писать, другой независимый взрослый может подписать заявление под четким руководством этого человека.

#### Выраженное согласие требуется непосредственно перед смертью
Пациент, решивший обратиться за медицинской помощью при смерти, может отозвать свое согласие в любое время, любым способом, не опасаясь последствий. Кроме того, закон также требует, чтобы пациент был неоднократно и четко проинформирован о том, что в любой момент он имеет право отказаться от медицинской помощи при смерти.
Пациенты снова должны дать явно выраженное согласие на получение медицинской помощи при смерти непосредственно перед ее получением, а также им должна быть предоставлена возможность отозвать запрос непосредственно перед проведением процедуры.
Если пациент испытывает трудности с общением, перед проведением процедуры врачи должны убедиться, что были приняты все необходимые меры для обеспечения надежного метода общения с пациентом, чтобы пациент в любое время мог понять предоставленную ему информацию и мог надлежащим образом сообщить о любом принятом им решении.

##### Предварительные директивы
Несмотря на то, что первоначальный канадский закон о медицинской помощи при смерти запрещал предварительные директивы из-за того, что закон строго настаивал на постоянном наличии выраженного согласия, Билль C-7 допускает исключение для людей, чья смерть является разумно предсказуемой. Такие предварительные директивы могли отменить окончательное согласие, если они были подписаны при соблюдении следующих условий, пока пациент обладал способностью принимать решения:
(a) пациент прошел обследование и получил разрешение на эвтаназию;
(b) практикующий врач сообщил пациенту, что он рискует потерять способность дать окончательное согласие; и
(c) пациент заключил письменное соглашение со своим практикующим врачом, в котором он заранее дал согласие на эвтаназию в определенную дату, если он больше не будет способен дать согласие в эту дату.
В качестве альтернативы, окончательное согласие не требуется, если человек решает самостоятельно провести эвтаназию.

#### Дополнительные гарантии для тех, чью смерть нельзя разумно предвидеть
Если человек просит об эвтаназии, но его смерть нельзя разумно предвидеть, применяются следующие меры предосторожности:
(a) один из двух врачей, проводящих экспертизу, должен обладать опытом в области медицинского состояния, вызывающего невыносимые страдания;
(b) человек должен быть проинформирован о доступных и подходящих средствах облегчения страданий, включая консультационные услуги, услуги по поддержке психического здоровья и инвалидности, общественные услуги и паллиативный уход, и ему должны быть предложены консультации со специалистами, предоставляющими эти услуги;
(c) человек и его лечащие врачи должны обсудить разумные и доступные средства облегчения его страданий, и все согласны с тем, что человек серьезно рассмотрел эти средства;
(d) оценка соответствия лица требованиям должна занимать минимум 90 дней, если только оценка не была завершена раньше, и лицо не находится под непосредственным риском потери способности давать согласие; и
(e) непосредственно перед проведением эвтаназии врач должен предоставить вам возможность отозвать свою просьбу и убедиться, что вы дали прямое согласие на проведение эвтаназии.

## Разрешительность действующего закона
Поскольку менее десятка стран разрешают эвтаназию в любой форме, Канада имеет один из самых разрешительных законов об эвтаназии в мире, хотя в нем и предусмотрены различные меры предосторожности, призванные предотвратить злоупотребления. Канадские законодатели заявили, что они внимательно изучили опыт других стран, когда решали, какие аспекты эвтаназии разрешить, а какие нет.
Закон Канады соответствует законодательству многих других стран, разрешающих эвтаназию, требуя подтверждения деталей диагноза как минимум двумя врачами. Однако подписанный запрос на эвтаназию требует наличия подписи только одного независимого свидетеля.
Уникально то, что закон Канады делегирует право принятия решения о пригодности к эвтаназии как врачам, так и практикующим медсестрам. Эта гибкость была добавлена в ответ на проблемы сельских районов, которые часто сталкиваются с нехваткой врачей.
Закон Канады является более ограничительным, чем законы Бельгии и Нидерландов, поскольку он не разрешает несовершеннолетним доступ к эвтаназии. Канада не будет разрешать эвтаназию на основании психического заболевания, разрешенную в Нидерландах, Бельгии и Швейцарии, до 17 марта 2023 года.
В то время как в Бельгии разрешены предварительные распоряжения при любых обстоятельствах, в Канаде такие предварительные распоряжения могут быть использованы только в том случае, если смерть пациента можно разумно предвидеть.
Тем не менее, закон Канады больше не требует наличия неизлечимой болезни, как это сделано в Нидерландах и Бельгии, разрешающих эвтаназию для людей, страдающих от длительной инвалидности.
В отличие от законов таких штатов, как Орегон, которые разрешают эвтаназию только при наличии прогноза смерти в течение 6 месяцев, закон Канады оставляет определение разумно прогнозируемой смерти для получения права на эвтаназию на усмотрение отдельных практикующих врачей.
В случае самостоятельного введения лекарств пациенту выписываются необходимые для этого препараты. Этот закон также позволяет практикующим врачам проводить эвтаназию пациентов, которые хотят умереть, но физически не в состоянии самостоятельно выполнить это предписание.
Канада больше не требует периода ожидания для тех, чья смерть является разумно предсказуемой, хотя для тех, чья смерть не является разумно предсказуемой, требуется 90-дневный период оценки. Разрешение подать запрос и получить эвтаназию в тот же день гораздо быстрее, чем в юрисдикциях США, легализовавших эвтаназию, где периоды ожидания прочно закреплены в законе как юридические требования, которые должны быть выполнены.

## История права

### Чарларьелло против Шектер
Решение, принятое Верховным судом Канады в 1993 году, которое устанавливает право пациента отказаться от уже начатой процедуры. Г-жа Чарларьелло перенесла две ангиограммы после того, как у нее началось кровоизлияние в мозг. Во время второй процедуры у нее началась гипервентиляция, и она попросила врача остановить процедуру. Тем не менее, процедура была завершена, и Чарларьелло перенесла тяжелую реакцию, в результате которой она стала квадриплегиком.

### Родригес против Британской Колумбии
До недавнего времени самым громким делом, направленным против этого закона, было дело Сью Родригес, которая после постановки диагноза бокового амиотрофического склероза (БАС) обратилась в Верховный суд Канады с просьбой разрешить кому-либо помочь ей покончить с жизнью. Ее просьба апеллировала к принципу автономии и уважения каждого человека, который гласит, что «каждый человек имеет право на самоопределение только при условии несправедливого ущемления равных и конкурирующих прав других».
Её главный аргумент в пользу ассистированного суицида апеллировал к принципу равенства и справедливости, который гласит, что «ко всем следует относиться одинаково, а отклонения от равенства в обращении допустимы только для достижения равенства и справедливости». Применение этого принципа к данному случаю выглядит следующим образом. Боковой амиотрофический склероз г-жи Родригес в конечном итоге приведет ее к потере двигательного контроля. Следовательно, эта потеря двигательного контроля является «недостатком людей, страдающих БАС».
Поскольку самоубийство не является преступлением, утверждалось, что г-жа Родригес подвергалась дискриминации в своем выборе решения совершить суицид с помощью другого человека из-за своей инвалидности, без «предоставления законом компенсационной и справедливой помощи». Несмотря на то, что в 1992 году суд отклонил ее просьбу, два года спустя Сью Родригес с помощью неизвестного врача покончила с жизнью, несмотря на решение суда. В связи с ее смертью канадская медицина выступила с заявлением через доктора Тома Перри и доктора Питера Граффа, которые заявили, что помогали некоторым своим пациентам ускорить их смерть.
Дело Родригес ставит вопрос об аргументе «скользкой дорожки». Сью Родригес утверждала, что канадское правительство нарушает ее право на жизнь, свободу и личную неприкосновенность в соответствии с разделом 7 Хартии, лишая ее свободы покончить с жизнью без посторонней помощи. Судья Сопинка заявил, что: «все лица, которые по причине инвалидности не могут совершить суицид, имеют право на свободу от вмешательства правительства в обеспечение помощи других лиц для лишения их жизни». Однако судья Маклахлин утверждал, что: «наша задача была гораздо скромнее — определить, является ли, учитывая законодательную схему регулирования самоубийств, которую установил парламент, отказ Сью Родригес в возможности покончить с жизнью произвольным и, следовательно, равносильным ограничению ее личной безопасности, которое не соответствует принципам фундаментальной справедливости». Председатель Верховного суда Ламер отверг этот аргумент с юридической точки зрения и сказал: «Несмотря на то, что я разделяю глубокую озабоченность по поводу тонкого и явного давления, которое может быть оказано на таких людей в случае декриминализации ассистированного суицида, даже в ограниченных обстоятельствах, я не считаю, что легализация, лишающая обездоленную группу права на равенство, может быть оправдана исключительно на таких сомнительных основаниях, какими бы благими намерениями она ни руководствовалась… Мы просто не знаем и не можем знать, какие последствия будет иметь разрешение той или иной формы ассистированного суицида для людей с физическими недостатками. Что мы точно знаем и не можем игнорировать, так это страдания тех, кто находится в положении г-жи Родригес». Главный судья, однако, не признал, что Родригес была неспособна совершить суицид, и поэтому суд отклонил ее просьбу, поскольку юридическая санкция эвтаназии не представляет собой активных усилий по ограничению свободы и, следовательно, не нарушает таким образом раздел 7.

### Роберт Латимер
Роберт Латимер — канадский фермер, выращивающий канолу и пшеницу, который был осужден за убийство второй степени в смерти своей дочери Трейси (23 ноября 1980 — 24 октября 1993). Это дело вызвало национальную полемику об определении и этике эвтаназии, а также о правах людей с ограниченными возможностями и два решения Верховного суда: R. v. Latimer (1997) по разделу 10 Канадской хартии прав и свобод, а затем R. v. Latimer (2001) о жестоких и необычных наказаниях в соответствии с разделом 12 Хартии.

### Билли C-407 и C-384
В июне 2005 года Франсин Лалонде внесла в парламент частный Билль C-407, который легализовал бы эвтаназию в Канаде, но выборы в январе 2006 года положили конец этому законопроекту. Лалонд была переизбрана и вновь внесла свой билль о легализации эвтаназии, который был отменен на выборах 2008 года.
13 мая 2009 года Лалонд представила еще один законопроект — Билль C-384 — такого же характера, как и предыдущие две попытки. Билль обсуждался в Палате общин, но провалился 21 апреля 2010 года во втором чтении в Палате общин, когда голосование о передаче Билля C-384 в комитет по юстиции и правам человека провалилось 59 голосами против 226. Законопроект поддержали почти все члены Блока Кебекуа, а также один независимый и несколько членов парламента от Либеральной, Новой демократической партий (NDP) и Консервативной партии. Все остальные члены парламента либо воздержались, либо проголосовали против законопроекта.

### Национальное собрание Квебека
5 июня 2014 года Квебек стал первой канадской провинцией, принявшей закон, легализующий эвтаназию. Правительство Канады оспорило эту меру, но в декабре 2015 года Апелляционный суд Квебека подтвердил, что закон об эвтаназии останется в силе в свете решения Верховного суда по делу Картер против Канады (Генеральный прокурор).

### Решение по делу Картер против Канады (Генеральный прокурор)
15 июня 2012 года по делу, поданному Глорией Тейлор, Верховный суд Британской Колумбии постановил, что положения Уголовного кодекса, запрещающие эвтаназию, являются неконституционными, поскольку они применяются к пациентам с тяжелой инвалидностью, способным дать согласие. Суд низшей инстанции постановил, что положения Уголовного кодекса «нарушают ст. 7 [и ст. 15] Хартии и не имеют силы и действия в той мере, в какой они запрещают суицид с врачебной помощью, осуществляемый практикующим врачом в контексте отношений между врачом и пациентом». Более того, суд установил, что соответствующие разделы были законодательно чрезмерно широкими, оказывали непропорциональное воздействие на людей с ограниченными возможностями и были «крайне несоразмерны целям, которые они призваны достичь».
Дело дошло до Верховного суда Канады в деле Картер против Канады (Генеральный прокурор). Суд постановил, что закон о запрете эвтаназии неизлечимо больных пациентов (на основании решения по делу Родригес против Британской Колумбии (Генеральный прокурор) был неконституционным и нарушал раздел 7 Канадской хартии прав и свобод. Верховный суд издал заявление о недействительности с отсрочкой исполнения на 12 месяцев.
В результате этого решения эвтаназия должна была стать законной для «совершеннолетнего лица в здравом уме, которое (1) ясно дает согласие на прекращение жизни и (2) имеет тяжелое и непоправимое медицинское состояние (включая болезнь, заболевание или инвалидность), вызывающее продолжительные страдания, которые непереносимы для данного лица в обстоятельствах его состояния».
Решение суда включает требование о том, что должны быть установлены строгие ограничения, которые «скрупулезно контролируются». Это потребует, чтобы свидетельство о смерти заполнялось независимым медицинским экспертом, а не лечащим врачом, для обеспечения точности установления причины смерти.

### Билль C-14
В соответствии с решением Верховного суда от 2015 года, министр юстиции Джоди Уилсон-Рейбулд внесла в парламент в апреле 2016 года билль о внесении поправок в Уголовный кодекс, разрешающих эвтаназию. Билль C-14 «создает исключения из преступлений, связанных с умышленным убийством, пособничеством самоубийству и введением отравляющих веществ, чтобы разрешить практикующим врачам и медсестрам оказывать медицинскую помощь при смерти и разрешить фармацевтам и другим лицам помогать в этом процессе». Билль ограничит эвтаназию только людьми, находящимися в здравом уме, испытывающими «длительные и невыносимые страдания», а также в случаях, когда смерть можно разумно предвидеть. Он также предусматривает 10-дневный период размышлений.
После того как Палата общин приняла Билль C-14, разрешающий эвтаназию, он был обсужден в Сенате в середине июня 2016 года. Первоначально эта «палата трезвых размышлений» внесла поправки в билль, расширив право на эвтаназию. Но когда стало очевидно, что избранная Палата общин не примет эту поправку, 18 июня было проведено окончательное голосование. Тогда большинство согласилось с ограничительной формулировкой Палаты общин, согласно которой «только пациенты, страдающие неизлечимым заболеванием, естественная смерть которых „разумно предсказуема“, имеют право на медицинскую помощь при смерти», как резюмирует газета Toronto Star. Некоторые противники закона указывают, что решение по делу Картер против Канады (Генеральный прокурор) было более широким и включало безнадежно больных людей, а не только тех, кто неизлечимо болен или близок к смерти. Палата общин все же приняла несколько поправок Сената, например, требование консультировать пациентов об альтернативах, включая паллиативный уход, и запретить бенефициарам принимать участие в эвтаназии. Такие сенаторы, как Серж Джойал, не согласные с ограничительной формулировкой, считают, что провинции должны передать этот вопрос в Верховный суд Канады для получения заключения, чтобы исключить необходимость для отдельных лиц обращаться с подобной апелляцией и нести значительные расходы.
Также состоялись дебаты по вопросу самоубийств в общинах коренных народов, в ходе которых член парламента Роберт-Фалкон Уэллетт (либерал) проголосовал против правительства по C-14. Это был первый случай, когда член правительства проголосовал против своей партии. Оуэллетт считает, что масштабные изменения социальных норм, такие как эвтаназия, должны происходить очень медленно, потому что последствия будут ощущаться по-разному в Канаде и в разных обществах. «В то время как жители Торонто могут хотеть этого, на Севере последствия будут другими. Мы не острова сами по себе».

### Трюшон против Генерального прокурора Канады
11 сентября 2019 года Высший суд Квебека объявил, что ограничение эвтаназии теми, чья смерть обоснованно предвидима, нарушает гарантию Хартии на «жизнь, свободу и безопасность личности», а также гарантию Хартии на «равную защиту» по закону. Постановление признало неконституционным пункт о разумном предвидении в федеральном законодательстве об эвтаназии, хотя это постановление распространялось только на Квебек. Ни генеральный прокурор Канады, ни генеральный прокурор Квебека не обжаловали это решение, поскольку федеральное правительство было готово принять новое законодательство об эвтаназии, чтобы учесть это решение.

### Билль C-7
Федеральное правительство приняло Билль C-7 17 марта 2021 года. Новый закон смягчил или отменил некоторые гарантии для пациентов, чья смерть была предсказуемой, в частности, отменил 10-дневный период ожидания, потребовал только одного независимого свидетеля и отменил требование о предоставлении паллиативной помощи. Законодательство также ввело новый способ доступа к эвтаназии для тех, чья смерть не была разумно предсказуемой, при условии одобрения врача, специализирующегося на основном заболевании, 90-дневного периода оценки и обсуждения всех других доступных методов лечения.
Законодательство также включало положение о прекращении действия, которое позволяло людям с психическими заболеваниями иметь право на эвтаназию через два года после принятия закона. Это положение вызвало особые споры из-за предполагаемой сложности получения информированного согласия от лиц, страдающих психическими заболеваниями, особенно когда психическое заболевание уже связано с суицидальными мыслями.

## Статистика
Число смертей от эвтаназии в Канаде неуклонно растет с момента ее полной легализации в 2016 году, в 2021 году на эвтаназию придется 3,3 % от всех смертей. Большинство (81 %) запросов на эвтаназию заканчиваются ее предоставлением, а наиболее распространенными причинами отказа в удовлетворении запроса являются смерть пациента до получения эвтаназии (13,2 %), признание пациента не соответствующим требованиям для предоставления эвтаназии (4,0 %) или отзыв запроса (1,9 %). Средний возраст получателей эвтаназии составляет 76,3 года, а наиболее распространенным основным заболеванием, указанным в качестве причины запроса на эвтаназию, является рак.
|                   | Ньюфаундленд и Лабрадор | Остров Принца Эдуарда | Новая Шотландия | Нью-Брунсвик | Квебек | Онтарио | Манитоба | Саскачеван | Альберта | Британская Колумбия | Территория Юкон | Северо-западные территории | Нунавут | Канада |
| 2016              | –                       | –                     | 24              | 9            | 494    | 191     | 24       | 11         | 63       | 194                 | –               | –                          | –       | 1,018  |
| 2017              | –                       | –                     | 62              | 49           | 853    | 839     | 63       | 57         | 205      | 677                 | –               | –                          | –       | 2,838  |
| 2018              | 23                      | 8                     | 126             | 92           | 1,236  | 1,500   | 138      | 85         | 307      | 951                 | 12              | –                          | –       | 4,480  |
| 2019              | 18                      | 20                    | 147             | 141          | 1,602  | 1,788   | 177      | 97         | 377      | 1,280               | 13              | –                          | –       | 5,661  |
| 2020              | 49                      | 37                    | 188             | 160          | 2,275  | 2,378   | 214      | 157        | 555      | 1,572               | 13              | –                          | –       | 7,603  |
| 2021              | 65                      | 40                    | 245             | 204          | 3,281  | 3,102   | 245      | 243        | 591      | 2,030               | 15              | –                          | –       | 10,064 |
| Всего (2016-2021) | 175                     | 111                   | 792             | 655          | 9,741  | 9,798   | 861      | 650        | 2,098    | 6,704               | 67              | –                          | –       | 31,664 |

## Общественная поддержка и оппозиция
Опрос Ipsos, проведенный весной 2022 года, показал, что 86 % канадцев поддержали решение по делу Картер против Канады, которое привело к легализации эвтаназии. 82 % поддержали отмену требования о том, что естественная смерть должна быть разумно предсказуемой.
Опрос, проведенный Leger летом 2022 года по поводу дальнейшей либерализации канадских законов об эвтаназии, показал, что 51 % канадцев поддерживают идею распространения возможности эвтаназии на несовершеннолетних, 23 % выступают против нее, а 26 % не уверены. 65 % поддерживают расширенные директивы в случае ухудшения когнитивного состояния, 14 % выступают против, 22 % не уверены. 45 % поддержали расширение права на эвтаназию для лиц с серьезными психическими заболеваниями, 23 % высказались против, а 32 % не уверены в своей позиции.

## Профессиональная поддержка и оппозиция

### Колледж врачей Квебека
До того, как в июне 2014 года эвтаназия была легализована в Квебеке, Колледж врачей Квебека заявил, что готов перейти черту в дебатах об эвтаназии и предложил включить ее как часть надлежащего ухода в определенных конкретных обстоятельствах.

### Канадская медицинская ассоциация
Канадская медицинская ассоциация (CMA) называет эвтаназию «одним из самых сложных и этически трудных вопросов, стоящих перед канадскими врачами».
До решения Верховного суда Канады, принятого в феврале 2015 года, Канадская медицинская ассоциация утверждала, что решение вопроса об эвтаназии зависит не от них, а от общества. Несмотря на то, что в 1995 году комитет Сената Канады решил, что эвтаназия должна оставаться незаконной, они рекомендовали специально создать новую категорию преступлений для тех, кто обвиняется в содействии самоубийству, под названием «самоубийство из сострадания».
Канадская медицинская ассоциация сообщила, что не все врачи готовы помочь смертельно больному пациенту умереть. Опрос 2015 года показал, что 29 % опрошенных канадских врачей рассмотрели бы возможность предоставления эвтаназии, а 63 % отказались бы от нее. При этом в конце 2015 года считалось, что ни один врач не будет принужден к этому. Степень отказа от предоставления эвтаназии по соображениям совести продолжает обсуждаться по таким вопросам, как обязаны ли возражающие врачи направлять пациентов к врачу, который готов предоставить эвтаназию, и имеют ли право учреждения отказывать в предоставлении услуг эвтаназии.
Ассоциация также поддержала просьбу Верховного суда о продлении на шесть месяцев, по словам ее представителя доктора Джеффа Блэкмера, для разработки учебных материалов и обучения многочисленных врачей по всей Канаде. Тем не менее, к концу 2015 года Канадская медицинская ассоциация начала проводить образовательные занятия для членов организации относительно процесса, который будет использоваться.

## Споры
В ноябре 2022 года анонимный действующий военнослужащий канадских сил заявил, что ему предложили MAID, когда он обратился за помощью в связи с ПТСР и суицидальными мыслями, что вызвало обеспокоенность по поводу того, что MAID предлагается ненадлежащим образом. 1 декабря 2022 года паралимпиец и ветеран Кристин Готье дала показания о том, что сотрудник Министерства по делам ветеранов Канады предложил ей MAID в качестве альтернативы, когда она боролась за установку подъемника для инвалидной коляски или пандуса в своем доме. Это вызвало национальную полемику, а премьер-министр Джастин Трюдо назвал отчет «абсолютно неприемлемым». Впоследствии Министерство по делам ветеранов заявило, что не нашло никаких записей о том, что MAID был предложен Готье в качестве альтернативы, и обнаружило только четыре таких случая, все с участием одного менеджера, который в настоящее время отстранен от работы.